# Símmies de Tebes
Símmies de Tebes (Simmias, )Σιμμίας), fou un filòsof grec, el primer deixeble del pitagòric Filolau i després amic i deixeble de Sòcrates. Se sap d'aquesta amistat a través de l'obra de Xenofont Memorabilia. Hi ha dos diàlegs de Plató en els que apareix un personatge anomenat Símmies com interlocutor de Sòcrates, un és el Fedó i l'altre el Critó. Fins i tot està present a la 13a Epístola escrita per Plató.
Va estudiar a Egipte i va esdevenir familiaritzat amb la filosofia mística egípcia.
Segons Diògenes Laerci, Símmies va ser autor de 23 diàlegs, d'entre els quals a l'enciclopèdia Suides s'esmenta el títol de dos Sobre Filosofia i un altre Sobre música, avui dia no conservats. Símmies també apareix com un personatge a l'obra de Plutarc De Genio Socratis, dins la secció anomenada Moralia.
Símmies va viatjar des de Tebes (Grècia) amb el seu germà Cebes portant una forta quantitat de diners per alliberar a Sòcrates, i estava al costat d'aquest quan va morir.
A l'antologia grega hi ha dos epitafis que li són atribuïts. 